# Vinduegletsjer
De Vinduegletsjer is een gletsjer in Nationaal park Noordoost-Groenland in het oosten van Groenland. De gletsjer komt in het zuidoosten uit bij/op de Eielsongletsjer.
De Vinduegletsjer heeft een lengte van meer dan 50 kilometer en heeft meerdere takken die onderweg samenkomen.
Ten noorden van de gletsjer ligt het Th. Sørensenland en ten zuiden het Grabenland.